# Жилче
Жилче (на македонска литературна норма: Жилче; на албански: Zhilça, Жилча) е село в Северна Македония, в община Йегуновце, разположено в областта Долни Полог на левия бряг на Вардар.

## География
Селото е на 12 километра североизточно от Тетово. Землището на селото е малко – 4,9 квадратни километра.

## История
В османски данъчни регистри на немюсюлманското население от вилаета Калканделен от 1626 – 1627 година Жилче е отбелязано като село с 18 джизие ханета (домакинства).
В края на XIX век Жилче е българско село в Тетовска каза на Османската империя. Според статистиката на Васил Кънчов („Македония. Етнография и статистика“) в 1900 година Жилче има 260 жители българи християни.
По данни на секретаря на Българската екзархия Димитър Мишев („La Macédoine et sa Population Chrétienne“) в 1905 година всичките 240 християнски жители на Жилче са българи екзархисти.
При избухването на Балканската война 2 души от Жилче са доброволци в Македоно-одринското опълчение.
Според Афанасий Селишчев в 1929 година Жилче е село в Шемшевска община и има 40 къщи с 672 жители българи.
В 1961 година Жилче има 740 жители. Поради миграцията към градовете този брой в 1994 година намалява на 648 (642 македонци, 3 сърби, 3 други). Според преброяването от 2002 година Жилче има 650 жители.
| Националност | Всичко |
| македонци    | 642    |
| албанци      | 0      |
| турци        | 0      |
| роми         | 0      |
| власи        | 0      |
| сърби        | 5      |
| бошняци      | 0      |
| други        | 3      |

## Личности
Родени в Жилче
- Ангел Гавровски (р. 1942), художник от Северна Македония
- Боро Стоянов, български килиен учител в Тетово (1848 – 1858)[7]
- Милко Джуровски (р. 1963), футболист и треньор от Северна Македония
- Стоил Костадинов, македоно-одрински опълченец, 1-ва рота на 11-а серска дружина.[8]
- Христо Мирчев, македоно-одрински опълченец, 1-ва рота на 11-а серска дружина.[8]